# 青城细辛
青城细辛（学名：Asarum splendens）是马兜铃科细辛属的植物，是中国的特有植物。分布于中国大陆的云南、四川、湖北、贵州等地，生长于海拔850米至1,300米的地区，常生长在陡坡草丛及竹林下阴湿地，目前尚未由人工引种栽培。

## 别名
花脸细辛（中国高等植物图鉴） 花脸王、翻天印（四川）

## 异名
- Asarum chingchengense C. Y. Cheng et C. S. Yang